# 918 Itha
918 Itha è un asteroide della fascia principale del diametro medio di circa 20,44 km. Scoperto nel 1919, presenta un'orbita caratterizzata da un semiasse maggiore pari a 2,8674846 UA e da un'eccentricità di 0,1858593, inclinata di 12,05207° rispetto all'eclittica.
Il nome per questo asteroide è stato scelto a caso dal popolare calendario Lahrer Hinkender Bote, pubblicato nella città di Lahr/Schwarzwald, in Germania.